# Francesco Guicciardini

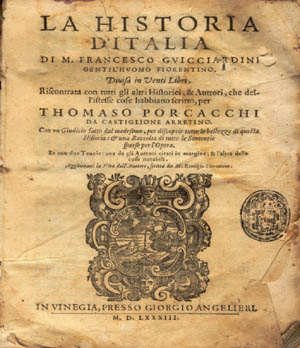
A La Historia d'Italia c. művének címlapja

Francesco Guicciardini (Firenze, 1483. március 6. – Arcetri (Firenze mellett), 1540. május 23.) olasz történetíró.

## Élete
Különösen a jogtudomány terén szerzett hírnevet. 1505-ben jogtanár lett szülővárosában, 1512-ben mint követ ment Aragóniába. 1513-ban X. Leó pápa szolgálatába lépett, 1516-ban Modena, majd Reggio kormányzója lett. 1521-ben Parmát védelmezte a franciák ellen. VII. Kelemen pápa 1523-ban a Romagna élére állította és 1527-ben a firenzei pápai hadak vezéreként V. Károly zsoldosai ellen harcolt. 1530-ban Kelemen a firenzei kormánytanácsban biztosított neki helyet, 1531-ben pedig Bologna kormányzójává tette.
Kelemen halála után visszatért Firenzébe és Alessandro de’ Medici herceg tanácsadója lett, annak megöletése után pedig I. Cosimo de’ Medicihez szegődött, aki elsősorban Guicciardini buzgóságának köszönhette, hogy hatalomra jutott. Guicciardini abbeli terve, hogy a felállítandó államtanács révén megtöri Cosimo korlátlan hatalmát, meghiúsult és végül maga is kegyvesztett lett. Élte alkonyát irodalmi tanulmányaira fordította. Legfontosabb műve a Storia d'Italia, mely munkában Olaszországnak 1492-től 1534-ig terjedő, meglepő fordulatokban gazdag történetét írta meg. Nevezetes műve még az Opere inedite. Elhunyt az Arcetri-villában.

## Magyarul megjelent művei
- Antológia. Emlékezések; ford. Ecsődi János; Franklin Ny., Bp., 1942
- Itália története, 1494–1534; vál. Rajnai László, ford., jegyz. Magyarósi Gizella; Európa, Bp., 1990 (Clio) ISBN 9630749327
- Politikai és erkölcsi intelmek; ford. Tekulics Judit, előszó Vígh Éva; Eötvös, Bp., 2010 (Eötvös klasszikusok) ISBN 9789639955141